# Bergamasco (hund)
 For alternative betydninger, se Bergamasco. (Se også artikler, som begynder med Bergamasco)
Bergamasco er en hunderace, der oprindelig var hyrdehunde. Racen stammer fra egnen omkring Bergamo i det nordlige Italien.
- en merle tæve
- Bergamasco med hvalpe
- Bergamasco på arbejde

- Wikimedia Commons har flere filer relateret til Bergamasco (hund)

| Dyr | Spire Denne artikel om dyr er en spire som bør udbygges. Du er velkommen til at hjælpe Wikipedia ved at udvide den. |